# Északnyugati területek
Az Északnyugati területek (angolul: Northwest Territories, franciául: Territoires du Nord-Ouest) egyike a három kanadai territóriumnak. Keleten Nunavut, nyugaton Yukon territóriumok, délen pedig Brit Columbia, Alberta és Saskatchewan tartományok határolják.

Területe 1 346 106 km² de lakossága 2008. áprilisi becslés alapján csak 42 514 fő.

## Története
A mai territóriumot 1870 júniusában alakították ki a Hudson's Bay Company által Kanadának átadott Rupert's Land és North-Western Territory területekből.
1925-ig folyamatosan csatoltak el területeket a szomszéd tartományokhoz. 1925 és 1999 között az Északnyugati területek nagysága 3 439 296 km²-t tett ki. 1999-ben a terület keleti háromötöd részén létrehozták Nunavut territóriumot.